# Accessory (Rechtsbegriff)
Als accessory (engl.: ~ ‚Teilnehmer‘) bezeichnet man im Strafrecht von England und Wales eine Form der accomplices (~ ‚Beteiligung‘) einer Straftat. Der accessory ist dabei vom principal (‚Haupttäter‘; auch perpetrator) abzugrenzen. Principal ist, wer selbst bei naturalistisch-formaler Betrachtungsweise unmittelbar die tatbestandliche Ausführungshandlung begeht. Der actus reus des Accesory besteht darin, einem anderen bei der Tatbegehung zu „helfen“ („aid“), „ermutigen“ („abet“), „beraten“ („counsel“)  oder die Tat zu „ermöglichen“ („procure“), ohne selbst Täter zu sein (vgl. s. 8 Accessories and Abettors Act 1861). Die Strafbarkeit wegen accessory ist vollakzessorisch zur Haupttat (derivative liability). Grundsätzlich wird der accessory wie der principal bestraft.